# 寺坂源雄
寺坂 源雄（てらさか もとお、1898年10月12日 - 1991年11月5日）は、日本の医学者、日本薬理学会会長。東北大学医学部名誉教授。朝鮮総督府京城医学専門学校教授。

## 来歴
宮城県古川市（現・大崎市）に生まれる。宮城県古川高等学校卒業。東北大学医学部卒業。

## 著書
- 麻酔に必要な薬理学 （克誠堂出版）
- 寺坂源雄教授業績集（亦楽会）